# Rónai Mihály (állatorvos)
Rónai Mihály (született Rosenberg Miksa) (Eger, 1879. november 18. – Budapest, Terézváros, 1945. január 10.) állatorvos, állat-egészségügyi főtanácsos, író, novellista, publicista. Rónai Mihály András író, költő, műfordító apja, Hauser Emma orvos férje, Rónai Dénes fotográfus és Rónai Hermin színésznő testvére, Székely Aladár fényképész unokatestvére.

## Élete
Rónai (Rosenberg) Fülöp pékmester és Bleier Lina gyermekeként született zsidó családban. Elemi iskoláit Békésen, a középiskolát Gyulán végezte, majd szülei péksége tönkrement és Budapestre költöztek. Édesapja jegyszedőként dolgozott, míg ő egy szerszámkovács-műhelyben vállalt munkát és beiratkozott a Magyar Királyi Állatorvosi Akadémiára. 1901-ben állatorvosi oklevelet szerzett. 1901 augusztusában lépett a főváros szolgálatába, s a Közvágóhídon kezdett dolgozni. 1902 és 1908 között számos novellája és publicisztikája jelent meg a Népszava, a Népszava Olvasótára, a Pesti Hírlap, A Hét, a Szerda és a Nyugat hasábjain. Ekkoriban Nagy Lajossal és Bölöni Györggyel egyenrangúként tartották számon. Hamarosan elvesztette hallását, s ettől kezdve felhagyott az írással. 1905-től a lóvágóhidat vezette, amely az ő vezetésével nyílt meg és ugyanettől az évtől 1914-ig szerkesztette Breuer Albert megbízásából a Vágóhídi Szemle című szakfolyóiratot. Szintén Breuer volt az, aki bevezette a vágóállat- és élelmiszer-ellenőrzés gyakorlatába, illetve segítette a Vámos Jenővel közösen írt Húsvizsgálók könyve megjelenését. Tankönyvet szerzett és tanfolyamokat tartott, amelyekkel hosszabb távon befolyásolta a hazai húsvizsgálat rendszerét, illetve vezető főállatorvosként szervezte a modern nagyvárosi közélelmezés tudományos szakszolgálatát. 1918 őszén megalapította Magyarországi Állatorvosok Szakszervezetét és a Tanácsköztársaság ideje alatt szerkesztette a szakszervezet hivatalos lapját, az Állatorvosi Közügy című lapot. A szakszervezet küldöttjeként az Állatorvosi Főiskola 1919. május 5-i tanári értekezletén adta elő a főiskolai oktatás szocialista átszervezésére vonatkozó követeléseit – többek között termelőszövetkezetben töltendő gyakorlati félévet –, amelyeket Hamburger Jenő földművelésügyi népbiztos azonnal magáévá tett, de csak a későbbi szocializmus idején valósult meg. A maga készítette preparátumokból kórbonctani múzeumot létesített a lóvágóhídon, ahol Schönberger Armand festőművész paleontológiai rekonstrukciós képei is helyet kaptak. A múzeum 1944 nyarán bombatalálat következtében megsemmisült. 1940-ben állategészségügyi főtanácsosként nyugdíjba vonult.
1945. január 10-én feleségével és kisebbik fiával együtt a Liszt Ferenc téren nyilasok agyonlőtték. Később exhumálták és a következő év március 15-én a Kozma utcai izraelita temető mártírparcellájának díszsírhelyén helyezték végső nyugalomra.

## Családja
Felesége Hauser Emma (1886–1945) volt, akit 1911. június 5-én Budapesten, a Józsefvárosban vett nőül.
Gyermekei:
- Rónai Mihály András (1913–1992) író, költő, műfordító. Felesége Gábor Marianne (1917–2014) festőművésznő.
- Rónai Bálint (1918–1945) ügyvédjelölt.

## Főbb művei
- Beethoven-kesergő és egyebek (Budapest, 1903)
- A Budapest székesfővárosi közvágóhidak és állatvásárok (Budapest, 1903)
- Húsvizsgálók könyve (Budapest, 1910; 2. bővített és javított kiadás: Budapest, 1914)
- Constitutio melanotica (Budapest, 1927)